# Magnolia (Arkansas)
Magnolia – miasto w Stanach Zjednoczonych, w stanie Arkansas, w hrabstwie Columbia.